# Liste der Naturdenkmale in Heßheim
Die Liste der Naturdenkmale in Heßheim nennt die im Gemeindegebiet von Heßheim ausgewiesenen Naturdenkmale (Stand 30. März 2013).

## Naturdenkmale
| Nr.         | Bezeichnung                    | Lage                            | Beschreibung                          | Bild                                    |
| ----------- | ------------------------------ | ------------------------------- | ------------------------------------- | --------------------------------------- |
| ND-7338-322 | Alter Friedhof mit Baumbestand | Goethestraße Lage               | flächenhaftes Naturdenkmal            | Direkt Bild zu diesem Denkmal hochladen |
| ND-7338-324 | Alte Kastanienbäume            | Friedhofstraße, bei Nr. 13 Lage | Aesculus hippocastanum, mehrere Bäume | Direkt Bild zu diesem Denkmal hochladen |